# Villa Deloder
La villa Deloder est une voie du 13e arrondissement de Paris, en France.

## Situation et accès
La villa Deloder est une voie publique située dans le 13e arrondissement de Paris. Elle débute au 21, rue de la Vistule et se termine en impasse.
La villa Deloder est desservie par la ligne 7 à la station Maison Blanche.

## Origine du nom
La rue tire son nom de celui d'un propriétaire.

## Historique
La voie est ouverte et prend sa dénomination actuelle en 1914.